# 上海幇
上海幇（シャンハイバン、上海帮, 拼音: Shànghǎi Bāng、上海閥）は、中国共産党内の非公式派閥の一つ。

## 上海幇の起源
六四天安門事件後、江沢民が総書記に就任した理由のひとつに中央におけるしがらみのなさがあった。しかし、中央入り後、地盤を持たない江沢民は保革の間を文字通り右顧左眄する事態におちいり、徐々に上海時代の部下を中央入りさせたとみられる。
構成員は
- 上海市党委書記時代の部下
- 総書記就任以降

の2つに分かれ、前者は呉邦国、曽慶紅、黄菊、陳至立、陳良宇が、後者は賈慶林、李長春、呉官正、劉淇、曾培炎、張徳江、周永康、劉雲山、回良玉、韓正、華建敏らと推測される。なお、江沢民が上海市党委書記時代に市長だった朱鎔基は中央入り要請を何度か固辞しており、また、副総理、総理時代も一枚岩とはいえなかったため上海幇には数えないのが一般的。

## 上海幇の繁栄と衰退
そのなかで、曽慶紅は天安門事件直後に中央弁公庁副主任に就任させ、右腕として政敵の露払いをさせ、江沢民の地位を確固なものにさせた。第14期（1992年-1997年）には中央委員候補に過ぎなかったが、中央弁公庁主任に就任した第15期（1997年-2002年）は政治局委員候補、江沢民が引退した第16期（2002年-2007年）には政治局常務委員と、猛スピードで出世していった。
ただし、上海幇は思想的な集団ではなく、1990年代以降の改革開放で恩恵を受けた既得権益層に過ぎず、便宜上、上海幇とされていた者も多く、江沢民引退後は構成員の多くが胡錦濤派に「寝返り」、徐々に縮小、2006年9月に陳良宇が失脚したことで命運が決まった。特に、曽慶紅は自身を中央軍事委員会にねじ込めなかった江沢民を見限り、江沢民の政敵で前任の総書記であった趙紫陽の臨終にも駆けつけた。また、みずから派閥を形成して現在も影響力を保持している。

## 上海幇に属しているとされる人物
- 江沢民 - 死去
- 曽慶紅 - 胡錦濤に接近、或いは故人となった趙紫陽に同情的など、バルカン政治家的スタンスが強い。
- 呉邦国 - 死去
- 賈慶林
- 李長春
- 賀国強
- 周永康 - 失脚
- 薄熙来 - 失脚
  - 王立軍 - 失脚
- 徐才厚 - 失脚
- 郭伯雄 - 失脚
- 令計画 - 失脚
- 賈廷安
- 由喜貴
- 劉京
- 黃麗滿
- 阮崇武
- 陳良宇 - 失脚
- 黄菊 - 死去
- 張定發 - 死去
- 曾培炎
- 回良玉
- 唐家璇
- 陳至立
- 華建敏
- 劉志軍 - 失脚
- 周小川
- 張文康
- 孫家正
- 劉淇
- 季建業 - 失脚
- 白克明
- 周明偉
- 汪光燾
- 杜青林
- 曹建明
- 孟建柱
- 張徳江
- 兪正声
- 劉雲山
  - 魯煒 - 失脚
- 張高麗
- 孫政才 - 失脚
- 韓正

### 反語的意味合いを持つ項目
- 中国共産主義青年団、団派
  - 胡錦濤、温家宝、李克強、趙紫陽、胡耀邦、胡啓立、胡春華
- 北京閥
  - 陳希同、王宝森

### 反語的意味合いを持つか明確でない項目
- 習近平派
  - 陝西幇
  - 旧識
  - 閩江旧部
  - 之江新軍
  - 浦江旧部
  - 南京系
  - 陝軍